# Thecla arogeus
Thecla arogeus är en fjärilsart som beskrevs av Pieter Cramer 1782. Thecla arogeus ingår i släktet Thecla och familjen juvelvingar. Inga underarter finns listade i Catalogue of Life.

## Bildgalleri

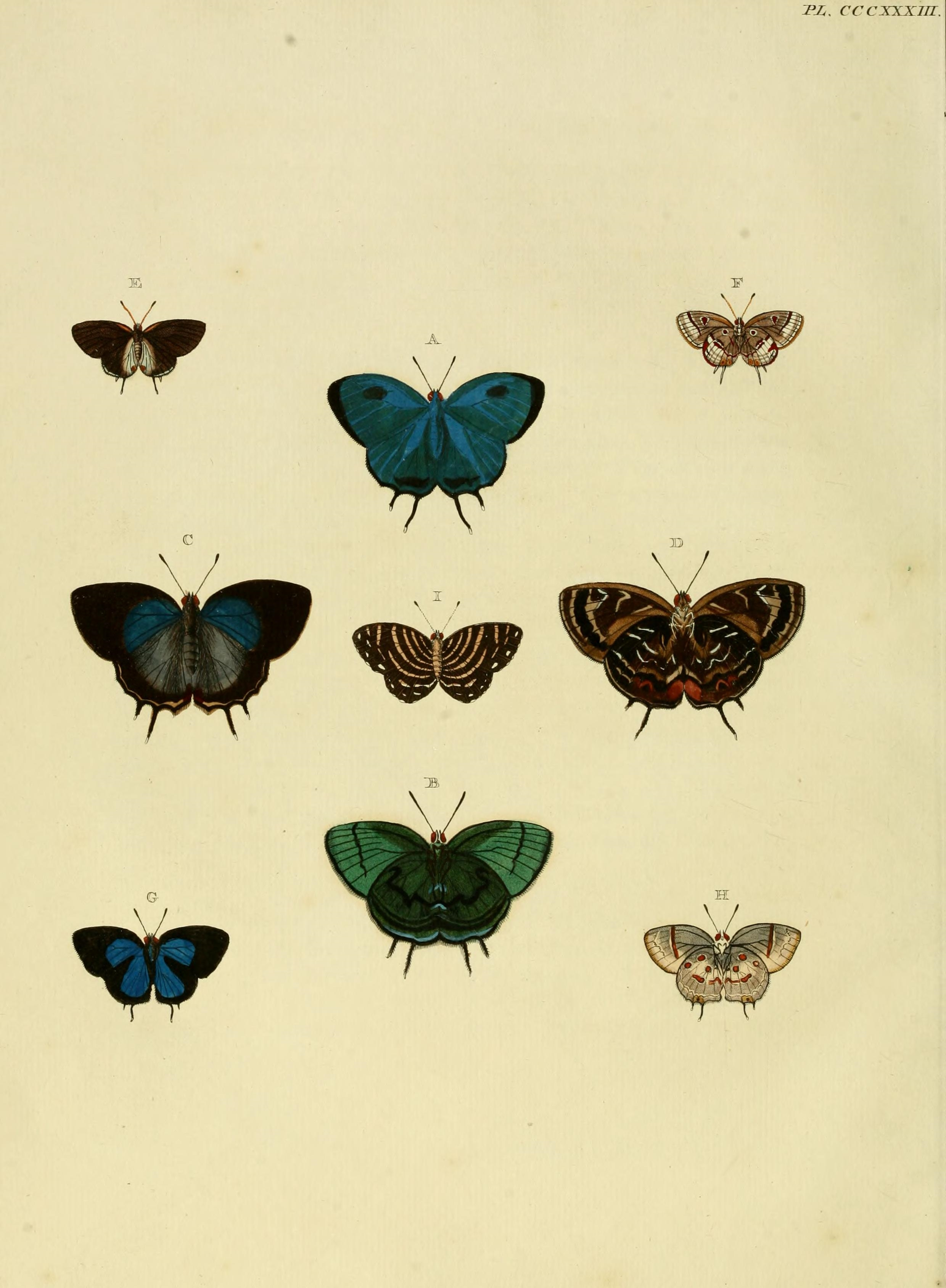